# Charles Chenko
Charles Rodrigues da Silva, mais conhecido como Charles Chenko (Belo Horizonte, 15 de julho de 1987), é um treinador de futebol e ex-futebolista brasileiro que atuava como atacante. Atualmente tem contrato vigente com o Clipper.

## Carreira

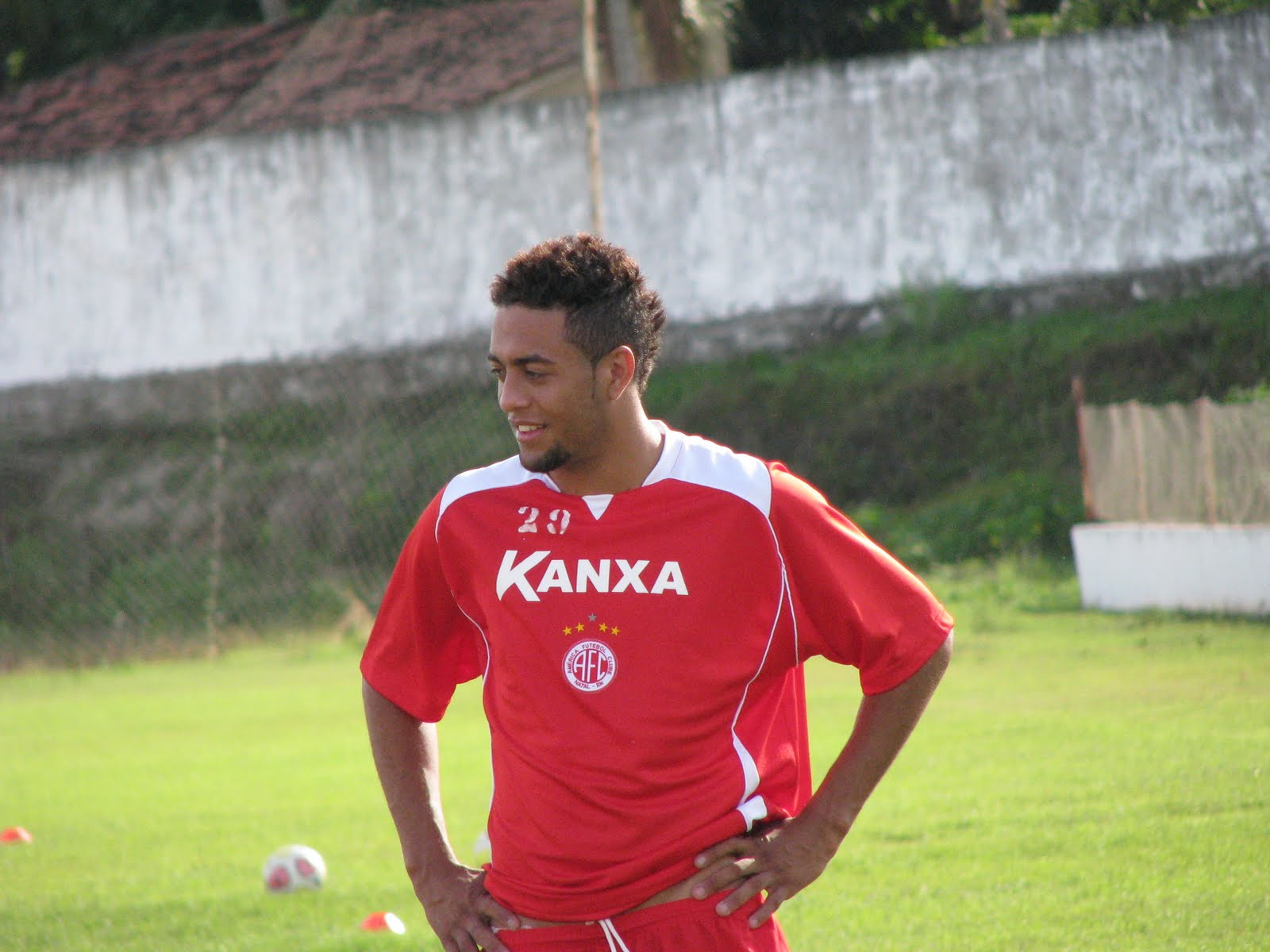
Charles atuando pelo.

Chegou ao Avaí em 22 de setembro de 2010 para a disputa da Copa Sub-23. Sem muitas chances no clube catarinense, Charles foi contratado pelo América de Natal para atemporada de 2011.
A estreia de Charles pelo Mecão aconteceu num amistoso contra o Treze no dia 19 de janeiro de 2011 em que o time potiguar venceu por 2 a 1. Charles marcou o gol da vitória aos 28 minutos do 2º tempo.
Mesmo sendo titular do América, após uma proposta do Penarol para ter o jogador por empréstimo, ele segue para Itacoatiara para a disputa do Estadual e da Copa do Brasil. Sua reestreia pelo time amazonense foi no dia 23 de fevereiro de 2011, num jogo válido pela primeira fase da Copa do Brasil. O Penarol tomou uma virada após estar vencendo por 2 a 0 e perdeu o jogo de ida para o Paysandu por 3 a 2 em casa. No mesmo ano, Charles se tornou Bicampeão Amazonense com o Penarol. Para a segunda metade do ano, Charles fecha acordo com o Nacional-AM até o final de 2011, aonde disputará a Série D do Campeonato Brasileiro. Mas, após apenas 3 partidas disputadas e nenhum gol marcado, Charles foi dispensado do clube.
Ainda no ano de 2011, foi defender as cores da Tuna Luso na Seletiva para o Campeonato Paraense de 2012.
No primeiro semestre de 2012 sagrou-se tricampeão amazonense vestindo a camisa do Nacional-AM. Na ocasião o técnico Uidemar Pessoa que ja tinha trabalhado com Charles em 2010 no Penarol usou o jogador como segundo atacante aproveitando a sua velocidade e visão de jogo para formar a melhor dupla de ataque do campeonato com o centroavante Léo "o índio negro" , Charles marcou 3 gols em 17 jogos pela competição.
Em 2014, Charles jogou o Estadual pelo Princesa do Solimões-AM, o atacante jogou 7 partidas e marcou 1 gol.
No segundo semestre do mesmo ano, atuou pelo time do Operário-AM sendo protagonista do inédito acesso do clube a elite do futebol amazonense.
Charles foi artilheiro da competição marcando 9 gols em 8 jogos sendo eleito melhor jogador daquele campeonato.
No ano seguinte em 2015 Charles assina com o Fast Clube-AM e vive a sua melhor fase no futebol amazonense alcançando a sua melhor marca pessoal com 13 gols em 16 jogos pelo rolo compressor, consagrando-se artilheiro da competição. O título porém ficou com o Nacional-AM.[carece de fontes?]
No segundo semestre de 2015, transferiu-se para o Rio Branco-AC para jogar o Série D do Campeonato Brasileiro marcando 3 gols em 9 jogos sendo um dos artilheiros do time na competição.
Em 2016 Charles retorna ao Fast Clube-AM para a disputa do Campeonato Amazonense - 2016 tornando-se tetra campeão amazonense de futebol marcado 6 gols em 13 jogos, um deles foi o da final do campeonato, ajudando o Rolo Compressor a sair de uma fila de 45 anos sem títulos.
No segundo semestre o atacante segue para ao futebol de Roraima para jogar na equipe do Baré-RR para a disputa do Série D do Campeonato Brasileiro. O fraco desempenho da equipe junto com uma punição por uma escalação irregular fez com que a equipe fosse eliminada na primeira fase, o atacante marcou apenas 1 gol em 3 jogos.
Em 2017 Charles volta a vestir as cores do Fast Clube-AM para a disputa do Campeonato Amazonense - 2017 porém esse ano ficou marcado por um grave acidente sofrido pelo jogador durante a partida contra o Nacional-AM 
No primeiro minuto de jogo entre Fast e Nacional, pela 11ª rodada do Campeonato Amazonense, o atacante Charles, do Rolo Compressor, dividiu uma bola com o zagueiro Victor, do Leão, e, infelizmente, levou a pior. Após o choque, o jogador, já caído no gramado, entrou em convulsão e chegou a sofrer possivelmente uma parada cardíaca, preocupando todos que estavam no estádio. O médico do clube conseguiu reanimá-lo, antes do atleta ser encaminhado ao hospital. Como o lance ocorreu no primeiro minuto, o jogo, logo, ficou paralisado. Nesse momento, os árbitros se reuniram no centro do gramado e, em conversa com os dois times, decidiram suspender a partida.
O jogador voltou aos gramados um mês após o grave acidente que quase lhe tirou a vida contra o Manaus FC-AM pela semifinal do Campeonato Amazonense.
No segundo semestre, o artilheiro voltou a jogar a segunda divisão do Campeonato Amazonense vestindo a camisa do São Raimundo-AM
A rápida identificação com a torcida e o seu faro de gol fizeram com que o atacante se tornasse peça fundamental no esquema do técnico Sidney Bento, ajudando o clube a voltar para a elite do futebol amazonense. Charles marcou 3 gols em 5 jogos com a camisa do Tufão.
No dia 26 de dezembro de 2017 o Penarol anuncia o artilheiro para a disputa do 
Campeonato Amazonense - 2018. Está é a terceira passagem do atleta pelo clube do interior do Amazonas..
Após uma nova passagem pelo Fast Clube, Charles permaneceu 2 anos parado e voltou aos gramados em 2021 atuando por Sul América e Clipper, onde encerrou a carreira aos 34 anos.

## Carreira como treinador
Antes de sua aposentadoria, Charles trabalhou como auxiliar-técnico no Iranduba em 2019. Foi ainda técnico do time Sub-17 do Clipper em 2021 e auxiliar-técnico do clube nas primeiras 6 rodadas do Campeonato Amazonense de 2022, sendo promovido a treinador após a saída de Mazinho e a passagem de Rogério Mello como interino.

## Títulos
Penarol Atlético Clube
- Campeonato Amazonense - 2010, 2011

Nacional Futebol Clube
Campeonato Amazonense - 2012
Operário Esporte Clube
- Campeonato Amazonense Série B - 2014

Nacional Fast Clube
Campeonato Amazonense - 2016
São Raimundo Esporte Clube
- Campeonato Amazonense Série B - 2017

## Artilharia
- Artilheiro do Campeonato Amazonense de 2010 - 10 gols[18]
- Artilheiro do Campeonato Amazonense Série B - 2014 - 9 gols
- Artilheiro do Campeonato Amazonense de 2015 - 13 gols